# マルティーニ塔
マルティーニ塔（オランダ語発音: [mɑrˈtinitoːrə(n)](マルティーニ、又はマルティヌスの塔の意)）はオランダ フローニンゲンにある、街で一番高い教会の尖塔である。
マルティーニ塔はフローニンゲンにあるグローテ・マルクトの北東方面に位置している。この塔には260段の煉瓦造りの螺旋階段と塔内部に有る62個のベルを持ったカリヨンがある。フローニンゲンの街を一望出来るこの塔は、街の人気観光地の一つと考えられている。塔の正面には、入口の上にフローニンゲンの歴史に関する3人の肖像:(盲目の詩人・ベーンレフ、マルティヌス、ロドルファス・アグリコラ)がある。また調査によると、この塔の基礎はたったの3mの深さしかなく約0.6m程傾いている。
フローニンゲンの住民はこの塔を"d'Olle Grieze"(古い灰色の物 の意)と呼ぶ。

## 歴史
現在のマルティーニ塔がある場所には2基の塔が建立されていた。1基目はロマネスク建築の、高さがおよそ30mの塔で13世紀に建てられたが雷により破壊された。2基目は高さがおよそ45mの塔で15世紀に建てられたがこれもまた嵐が吹き荒れる中雷により破壊された。3基目の塔(今日のマルティーニ塔)の大部分が1469年と1482年の間にベントハイム産の砂岩で建てられた。16世紀半ばまでは尖塔は完成していなかった。当初塔の高さは102mであると推定され、これは当時ヨーロッパで一番高い塔であった。マルティーニ塔はユトレヒトのドン塔に影響された。
1577年、スペイン帝国軍とワロニア軍の出発後、第3回廊での建築完成祝賀会時の火の点火により、塔は部分的に破壊された。然し残った部分は69mの高さを保った。塔は17世紀に修復され、現在の97mの高さになった。その後、塔は幾度となく繰り返された自然災害や戦争により、屡々損害を受けた。
塔のカリヨンの幾つかのベルには第二次世界大戦末期、フローニンゲンを"解放"した時のカナダ軍の激しい戦闘によって発生した弾痕が今も残っている。

## 写真

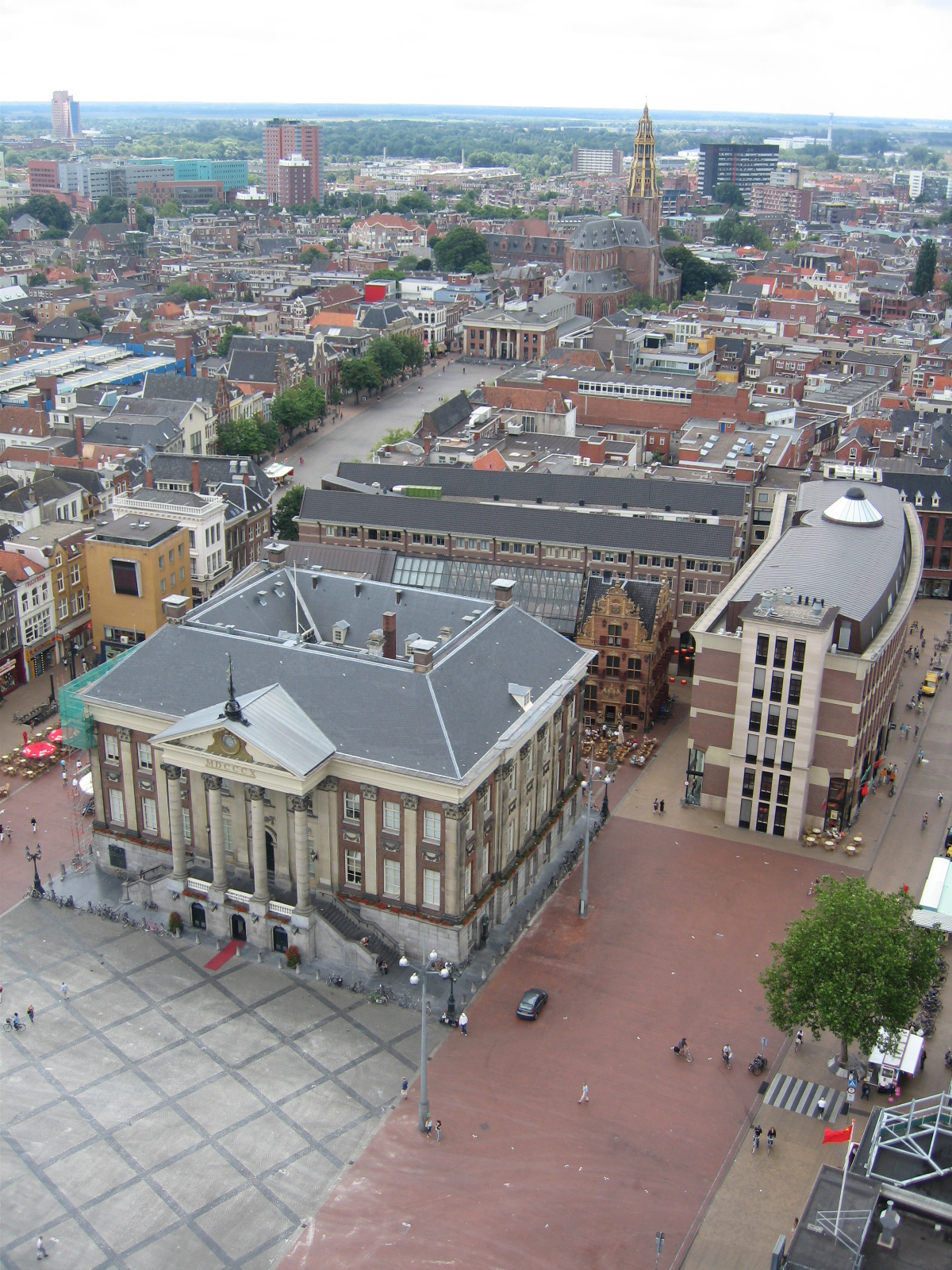
マルティーニ塔からの眺め
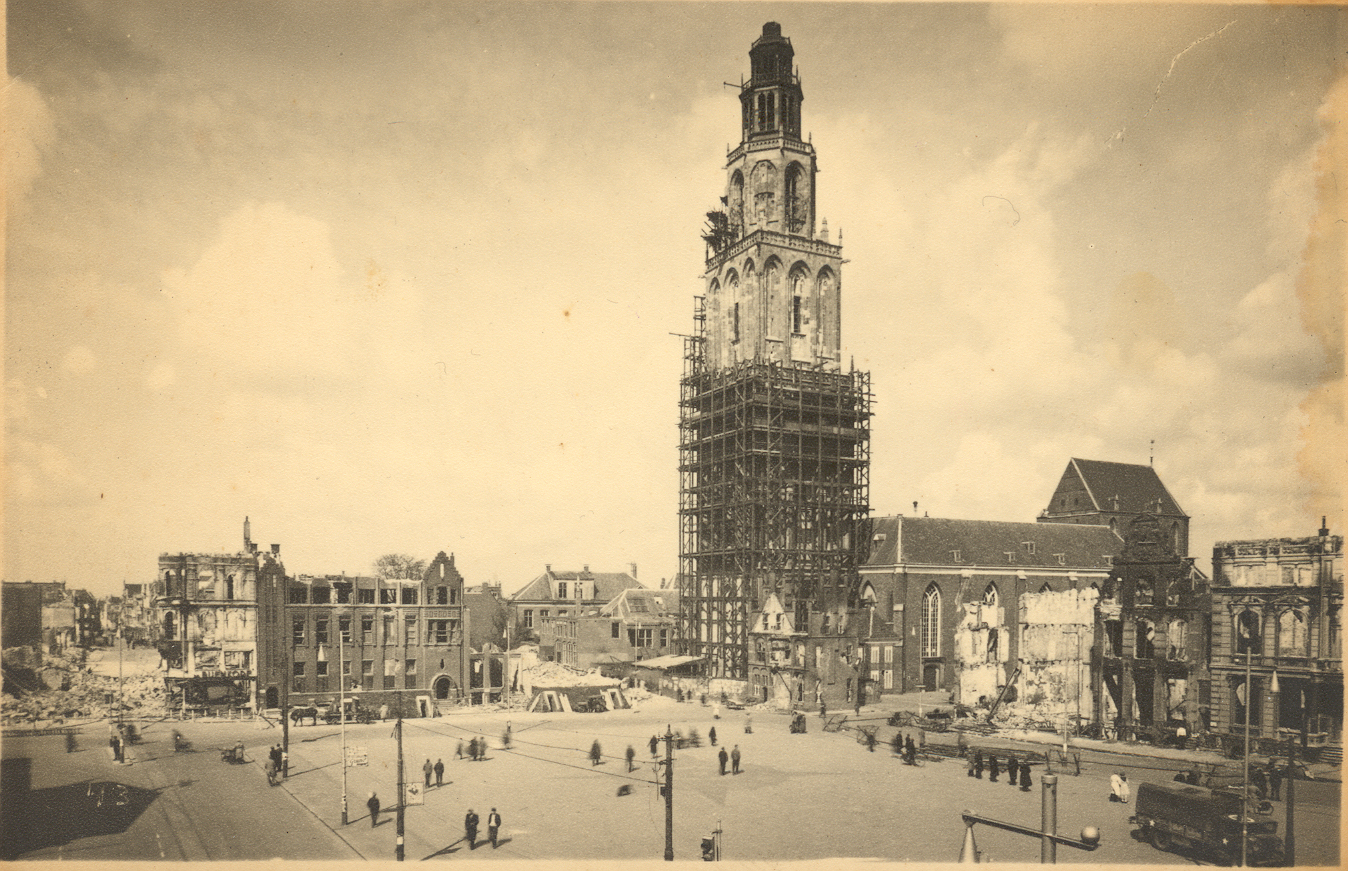
1945年のマルティーニ塔
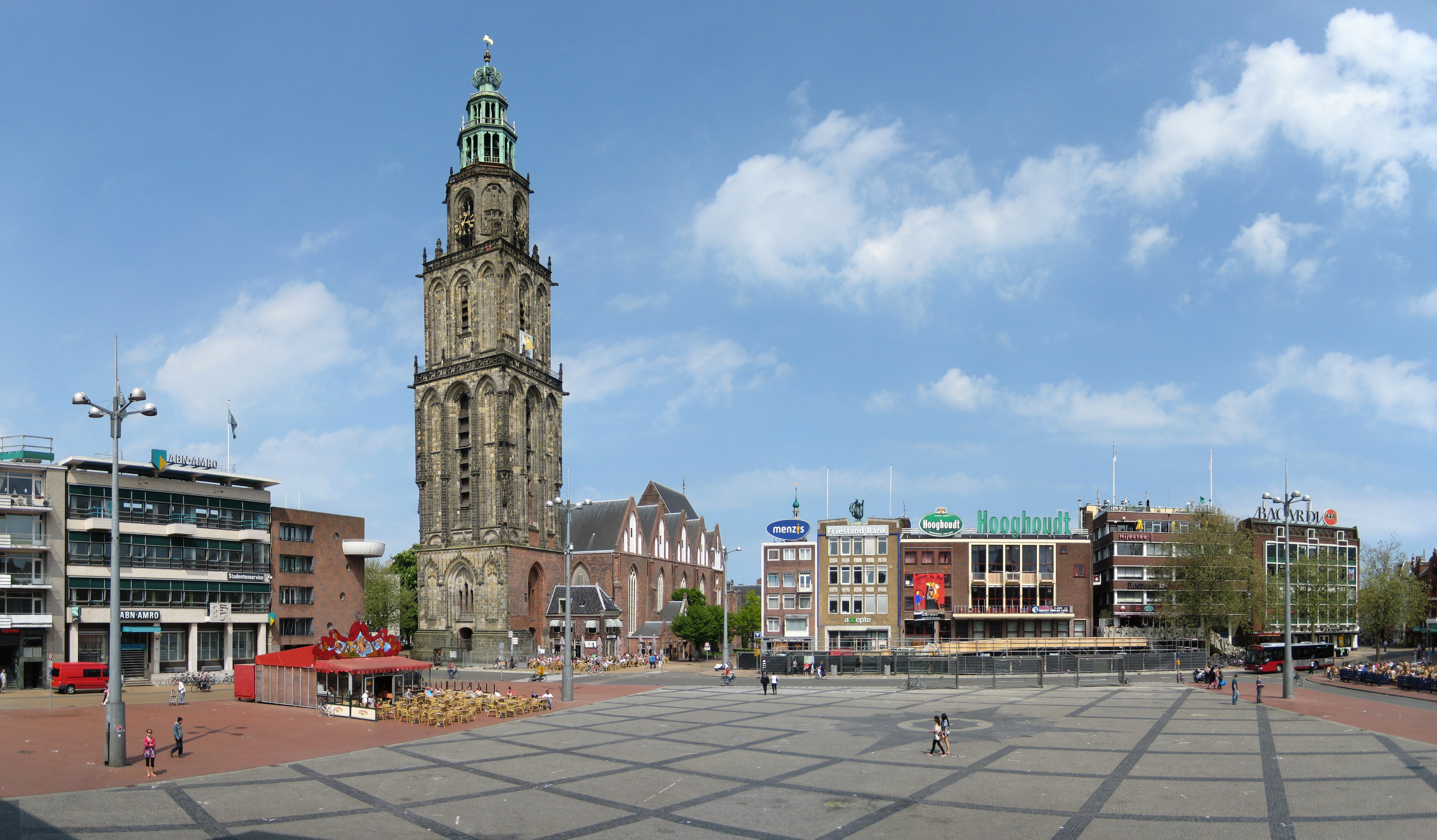
2010年のマルティーニ塔
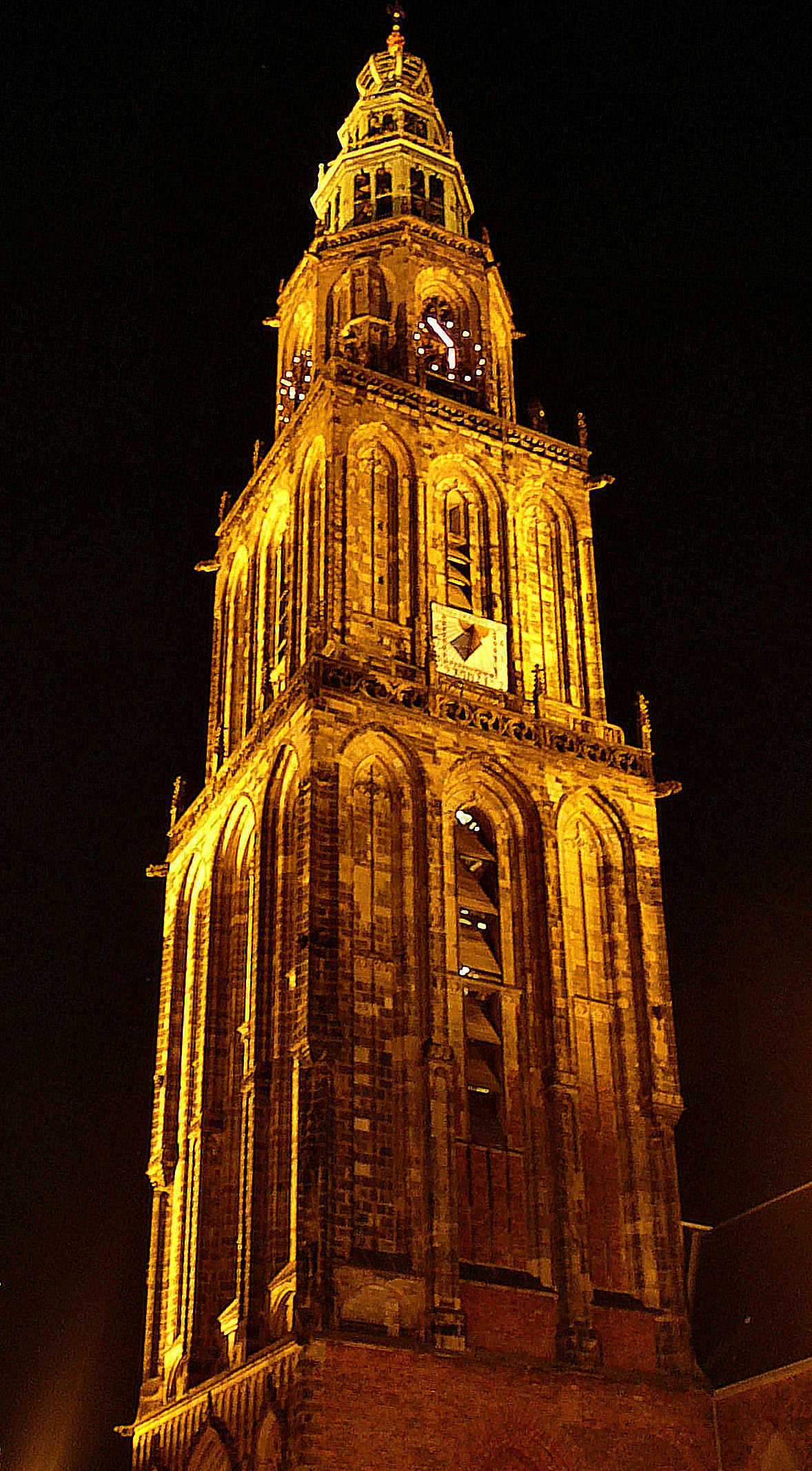
晩刻のマルティーニ塔
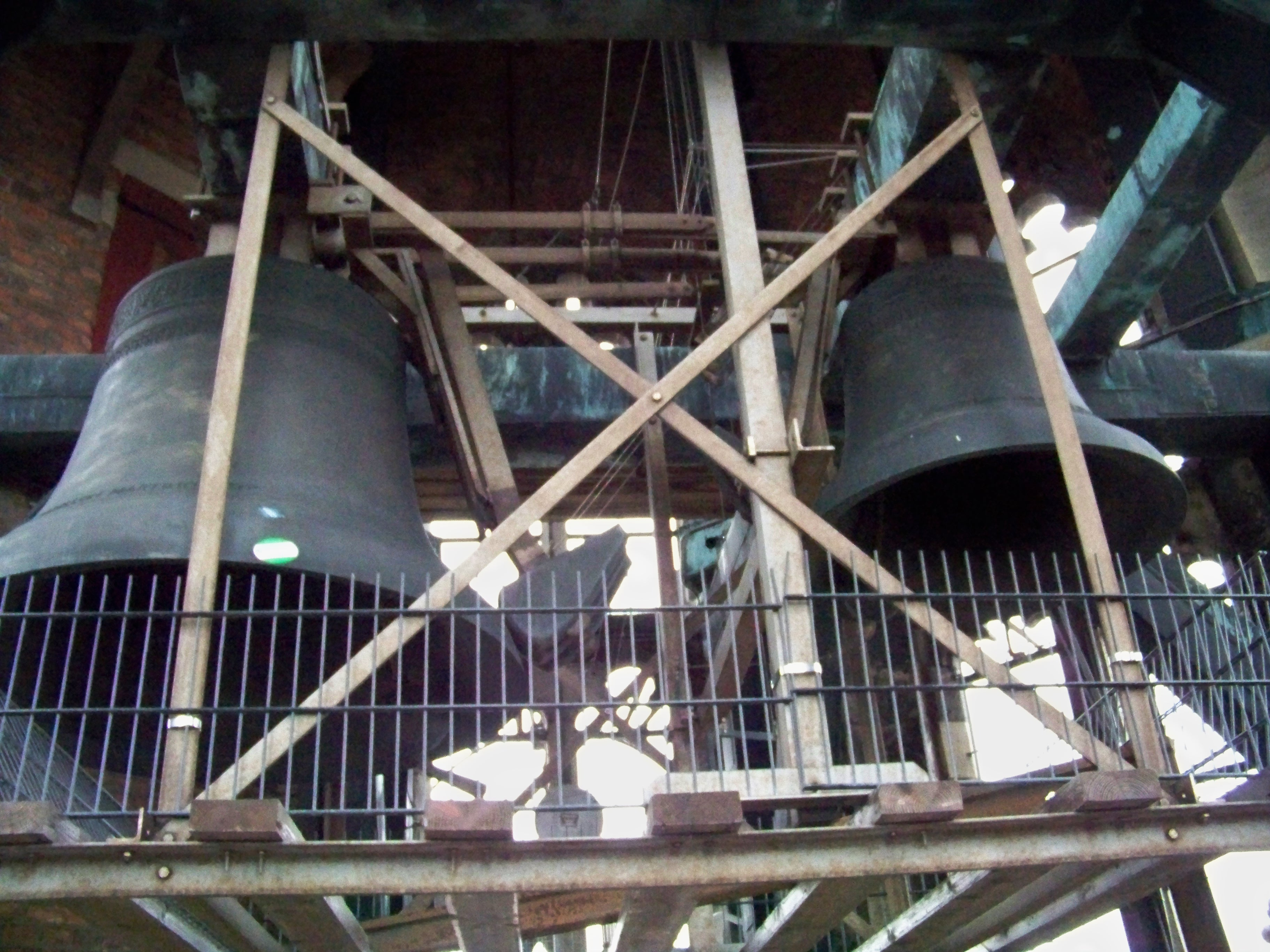
マルティーニ塔のベル